# Dollárjel
A dollárjel (vagy pesojel), $ a nemzetközi pénzforgalomban előforduló különböző peso és dollár pénznemeket jelölő devizajel.

## Eredete
A jelet először az 1770-es évekből származó brit, amerikai, kanadai, mexikói és egyéb spanyol-amerikai üzleti levelezésekben lelték fel, ahol a spanyol-amerikai pesóra utalt, amit a Brit-Észak-Amerika területén spanyol dollár vagy piece of eight („egy a nyolcból?”) néven is ismert volt. Ez az ezüstpénz szolgált mintául az 1785-ben bevezetett amerikai dollár és az új, spanyol-amerikai érmék (a mexikói peso, a perui 8-realos és a bolíviai 8-solos) számára egyaránt.
A legjobban dokumentált elképzelés szerint a dollárjel a spanyol és spanyol-amerikai grafikus rövidítésből (sziglából), a peso rövidítésére használt „ps”-ből származik. Késő 18. századi és korai 19. századi kéziratok vizsgálata arra utal, hogy az s-et egyre inkább a p fölé írták, amiből a „$”-ral egyenértékű karakter fejlődött ki.

## Alternatív elméletek
A dollárjel kialakulásával kapcsolatban több más elmélet is létezik, egyeseknek tulajdonítanak némi tudományos alapot, mások amolyan népetimológiák.

### Egy függőleges vonallal írva ($)

#### Áthúzott 8-as
Az egyik elmélet szerint a dollárjel a nyolcas szám áthúzásából ered, ami pedig a nyolcas érmére utal. Az 1963 előtti Oxford English Dictionary ezt tartotta a legvalószínűbb magyarázatnak, bár a későbbi kiadásokban megkérdőjelezték.

#### Spanyol dollárérmék

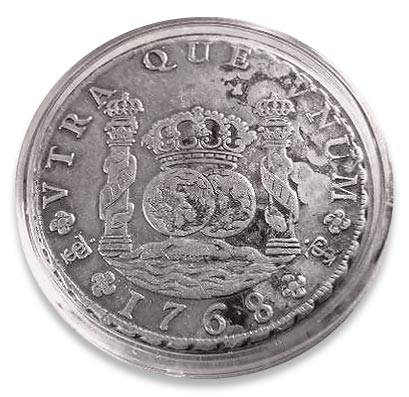
1768-as spanyol gyarmati real ezüstérméje, rajta a jobb és bal alsó negyedben a PTSI verdejellel és a világ ábrázolását övező Héraklész oszlopaival.

Egy másik elgondolás szerint a dollárjelet a jelenlegi Bolívia területén, Potosíban vert spanyol dollárokon található PTSI verdejel inspirálta. Az egymásra írt „PTSI” betűkből álló verdejel erős hasonlóságot mutat az egyszer áthúzott dollárjellel (lásd a fotót). A PTSI verdejel, ami a gyarmati időszak legnagyobb pénzverdéjében, Potosíban 1573 és 1825 között vert ezüstérmékre rákerült, széles körben ismert lehetett az észak-amerikai gyarmatokon.

#### Görög mitológia
Egy további elmélet szerint a dollárjel alakja a görög mitológia egyik istenétől, Hermésztől származik, aki a pásztorok, utazók, és a kereskedők istene is volt: a darumadár mellett jelképeinek egyike volt a caduceus, egy hírnökbot, melyre két kígyó tekeredik: ☤.

#### A cinóber alkímiai sziglája
A dollárjellel gyakorlatilag megegyező szimbólumot használtak a cinóber alkímiai sziglájaként, bár senki nem vetette fel komolyan, hogy ez lehetne a dollár jelének eredete.

### Két függőleges vonallal írva:S‖{\displaystyle \mathrm {S} \!\!\!\Vert }

#### Spanyol címer

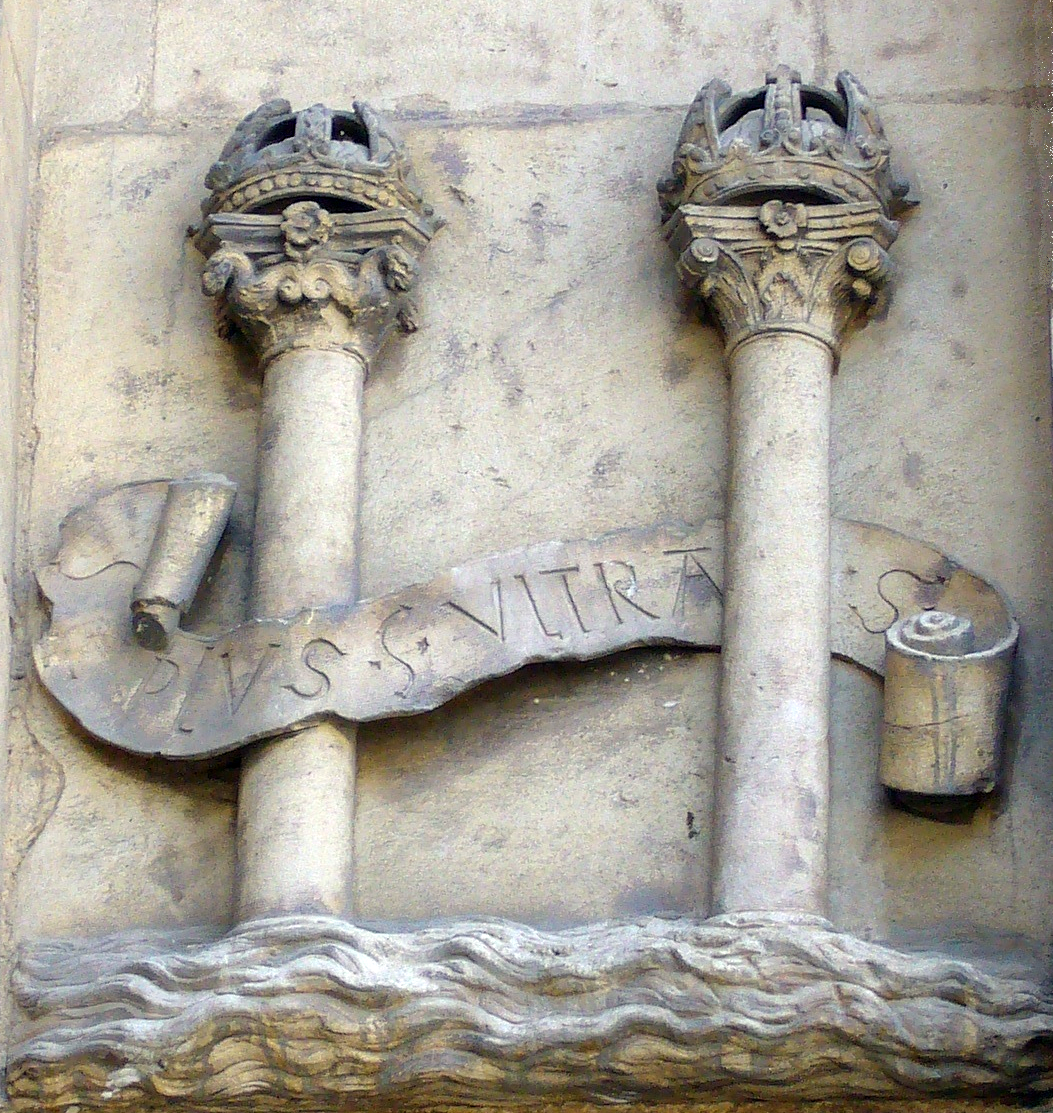
Héraklész oszlopai az őket körülvevő, „S” formájú szalaggal Sevilla városából, a 16. századból

Egy ismert elmélet szerint a dollárjel a gyarmati ezüstérmékre, a realokra vert spanyol címerből származik. A realok (köztük a spanyol dollár) Spanyolország amerikai és ázsiai gyarmatain voltak forgalomban. Elfogadták őket az észak-amerikai angol kolóniákon is, melyek később az Egyesült Államok és Kanada részeivé váltak.
1492-ben II. Ferdinánd aragóniai király vezette be a Héraklész oszlopai-szimbólumot, és a Non plus ultra latin mondást, ami azt jelentette, „nincs [innét] tovább”, azaz „ez az [ismert] világ vége”. Amikor Kolumbusz Kristóf eljutott Amerikába, a feliratot Plus ultrára változtatták: kb. „innét [és] tovább”.

A spanyol címer

A szimbólumot V. Károly is szerepeltette címerében, melyben Spanyolország Amerikai birtokait jelképezte. Később arany- és ezüstérmékre verték; ezek az érmék, melyeken Héraklész oszlopai a Föld két félgömbje fölött, „S” alakú szalaggal átfogva láthatók, Amerikában, Európában és Ázsiában is használatban voltak. A kereskedők a dollár vagy peso leírása helyett ezt a szimbólumot rajzolták le, ami fokozatosan leegyszerűsödött egy sima S-re, amin két függőleges vonal halad át.

#### Az „US” rövidítés
A két függőleges vonallal áthúzott dollárjel az Egyesült Államok monogramja (US), ami az Egyesült Államok Pénzverdéje (United States Mint) által kibocsátott pénzeszsákokon olvasható. Az egymásra írt U és S betűk emlékeztetnek a történelmi duplán áthúzott dollárjelre – {\displaystyle \mathrm {S} \!\!\!\Vert }: az 'U' alja beleolvad az 'S' alsó görbéjébe, így csak a két függőleges vonal marad. Ez az elmélet nem veszi figyelembe azt a tényt, hogy a dollárjel már az Egyesült Államok megalakulása előtt is használatban volt.

#### „Unit of silver”
Egy másik elmélet szerint a „unit of silver”, azaz „ezüstegység” kifejezésből származik. Az amerikai forradalom előtt az árakat gyakran spanyol dollárban adták meg. Az ár megadásakor a nagybetűs 'S' jelezte, hogy ezüstről van szó, az erre ráírt nagybetűs 'U' pedig az egységet. Az 'U'-t az idők folyamán függőleges vonalakkal helyettesítették.

#### Német tallér
Olyan elképzelés is létezik, mely szerint a dollárjel a német talléron található szimbólumból származtatható. Ovason szerint létezett olyan tallér, melynek egyik oldala a keresztre feszített Krisztust mutatta, a másikon keresztről lógó kígyó látható; a kígyó feje közelében az NU betűk olvashatók, a kereszt másik oldalán a 21-es szám. Ez a Bibliában Mózes negyedik könyvének 21. fejezetében szereplő rézkígyóra utal.

#### Római sestertius
Egy további elmélet szerint a dollárjel egészen az ókori római pénzérméig, a sestertiusig vezethető vissza, amit 'HS'-sel (eredetileg 'IIS'-sel) jelöltek. A betűket egymásra helyezve megkapható a kétvonalas dollárjel.

## Számítógépes használata
A „$” szimbólum az Unicode-ban a Latin-1 kódtáblából megörökölt U+0024 kódpontot kapta.
A dollárjel azon kevés szimbólumok egyike, melyek egyrészt univerzálisan megtalálhatók a számítógépes karakterkészletekben, másrészt a számítógépes szoftverekben ritkán van szükség az eredeti jelentésükre – ezért a $ karaktert a számítástechnikában számos, a pénzzel nem összefüggő célra alkalmazzák. A programozási nyelvekben való használata gyakran befolyásolta vagy kikövetelte az operációs rendszerekben és alkalmazásokban való használatát.

### Programozási nyelvek
- $-t használtak a BASIC nyelv régebbi verziói a karakterláncok (stringek) jelölésére (pl. A$ – a dollárjelet gyakran sztringnek ejtették ki a változó nevének kiolvasásakor).[12]
- $-ral definiálták a Pascal nyelvbeli hexadecimális konstansokat (pl. $FEA9). Ez így van néhány Pascal-szerű nyelvben, mint az Object Pascal, és az assembly nyelv egyes variánsaiban is.[12]
- $-ral kezdődnek a PHP nyelv és az AutoIt automatizáló szkriptnyelv változónevei, a Perl nyelv skalárváltozói és a Ruby globális változói is.[12]
- A legtöbb shell script-nyelvben, batch fájlokban stb. a $ környezeti változók, egyéb különleges változók jelölésére szolgál.[12]
- $-t használnak az ALGOL 68 nyelvben a transput format-régiók elhatárolására.
- A FORTRAN 66 több verziójában a $ a kérdőjel alternatívája a karakterláncok elhatárolására.[12]
- $-t használnak a TeX leírónyelvben a matematikai régiók elhatárolására.[12]
- Táblázatkezelő programok, például Microsoft Excel képleteiben a $-jel abszolút hivatkozásra utal.[12]
- A PL/M-ben a $ jelet lehet használni azonosítók szótagjai közötti vizuális elválasztásra. Például a 'Some$Name' ugyanarra a változóra utal, mint a 'SomeName'. (lásd még: CamelCase.)[12]
- A Haskell nyelvben a függvények közötti precedenciát változtatja meg zárójelezés nélkül.
- Számos JavaScript-keretrendszer, köztük a Prototype.js és a jQuery beépített osztálya (common utility class) a $.
- Az ASP.NET-ben a weboldal egy tag-jében található dollárjel arra utal, hogy egy kiértékelendő kifejezés fog következni.

### Operációs rendszerek
- A CP/M-ben, és így az összes DOS-verzióban (86-DOS, MS-DOS, PC-DOS s.í.t.) a $ zárja le a stringeket (Int 21h with AH=09h).[12]
- $ -ral lehet a DOS parancssorába speciális szekvenciákat illeszteni (pl. prompt $p$g).[12]
- Microsoft Windows alatt a rejtett megosztások nevének végére dollárjel kerül. Például a \\server\megosztás elérhető és böngészhető, míg a \\server\megosztás$ csak a név pontos ismeretében érhető el. A legtöbb adminisztratív megosztás végére is pont kerül: meghajtónév$, ADMIN$, IPC$, PRINT$, FAX$.[12]
- Unix-szerű rendszereken a $ gyakran része a parancssori promptnak, a felhasználó parancsértelmezőjétől és környezeti beállításaitól függően.
- Az LDAP címtárprotokolljában a $-t sorszeparátornak használják számos attribútumnál, például a postalAddressnél.[12]

### Alkalmazások
- $-ral jelzik a sorvéget több szövegszerkesztőben: ed, ex, vi, pico, és ebből következően:[12]
- $ elégíti ki a sor vagy string végét a sedben, grepben és a POSIX és Perl reguláris kifejezéseiben.[12]

## Dollárjelet, illetve pesojelet használó pénznemek
Részletesen lásd: dollár és peso.
A dollárt és pesót használó országokon kívül néhány más ország pénznemét is $ szimbólummal jelölik, köztük:
- Nicaraguai córdoba (általában C$-ként írják)
- Szamoai tala (a dollár szó átírásából)
- Tongai paʻanga

Kivétel a Fülöp-szigeteki peso, melynek devizajelét így írják: .
Dollárjellel jelzik néha a maláj ringgitet (ami a helyi dollárt váltotta fel, és egy időben maláj dollárnak is hívták), bár a dollárjelet már nem használják hivatalosan.
Egyes pénznemek a dollárjelre emlékeztető, de két függőleges vonallal rajzolt cifrão-t {\displaystyle (\mathrm {S} \!\!\!\Vert )} használják:
- Brazil real
- Zöld-foki escudo
- Chilei peso
- Portugál escudo (euróra cserélték)

## Egyéb jelentései
A dollárjelnek negatív konnotációi is vannak, a kapzsiság vagy a rengeteg pénz kifejezésére, mint a „Micro$oft”, „George W. Bu$h” vagy „Lar$ Ulrich” esetében.

### Fordítás
- Ez a szócikk részben vagy egészben a Dollar sign című angol Wikipédia-szócikk ezen változatának fordításán alapul.  Az eredeti cikk szerkesztőit annak laptörténete sorolja fel. Ez a jelzés csupán a megfogalmazás eredetét és a szerzői jogokat jelzi, nem szolgál a cikkben szereplő információk forrásmegjelöléseként.